# ماستيك بيتش (نيويورك)
ماستيك بيتش (بالإنجليزية: Mastic Beach, New York)‏ هي منطقة سكنية تقع في الولايات المتحدة في مقاطعة سوفولك، نيويورك. يقدر عدد سكانها بـ 12,930 نسمة ومساحتها 13.8 كم2 وترتفع عن سطح البحر 2 متر.

## التركيبة السكانية
حدّد مكتب تعداد الولايات المتحدة بيانات التركيبة السكانية لماستيك بيتش في تعداد الولايات المتحدة. في ما يلي، التركيبة السكانية حسب تعدادي 2000 و2010.

### تعداد عام 2000
بلغ عدد سكان ماستيك بيتش 11,543 نسمة بحسب تعداد عام 2000، وبلغ عدد الأسر 3,755 أسرة وعدد العائلات 2,794 عائلة مقيمة في المنطقة السكنية. في حين سجلت الكثافة السكانية 836.4 نسمة لكل كيلومتر مربع (2,166.3/ميل2). وبلغ عدد الوحدات السكنية 4,375 وحدة بمتوسط كثافة قدره 317 لكل كيلومتر مربع (821.0/ميل2).
وتوزع التركيب العرقي للمنطقة السكنية بنسبة 88.16% من البيض و5.02% من الأمريكيين الأفارقة و0.49% من الأمريكيين الأصليين و0.91% من الأمريكيين ذوي الأصول الآسيوية و0.01% من سكان جزر المحيط الهادئ و2.64% من الأعراق الأخرى و2.77% من عرقين مختلطين أو أكثر و10.59% من الهسبانيون أو اللاتينيون من أي عرق.
بلغ عدد الأسر 3,755 أسرة كانت نسبة 47.1% منها لديها أطفال تحت سن الثامنة عشر تعيش معهم، وبلغت نسبة الأزواج القاطنين مع بعضهم البعض 51.3% من أصل المجموع الكلي للأسر، ونسبة 16.1% من الأسر كان لديها معيلات من الإناث دون وجود شريك، بينما كانت نسبة 7% من الأسر لديها معيلون من الذكور دون وجود شريكة وكانت نسبة 25.6% من غير العائلات. تألفت نسبة 18.4% من أصل جميع الأسر من عدة أفراد يعيشون في نفس المنزل ونسبة 6.3% كانت تتألف من شخص يعيش بمفرده يبلغ من العمر 65 عاماً أو أكثر. وبلغ متوسط حجم الأسرة المعيشية 3.07، أما متوسط حجم العائلات فبلغ 3.49.
بلغ العمر الوسطي للسكان 32.1 عاماً. وكانت نسبة 31.8% من القاطنين تحت سن الثامنة عشر، وكانت نسبة 8.5% بين الثامنة عشر والرابعة والعشرين عاماً، ونسبة 32.3% كانت واقعةً في الفئة العمرية ما بين الخامسة والعشرين والرابعة والأربعين عاماً، ونسبة 19.6% كانت ما بين الخامسة والأربعين والرابعة والستين، ونسبة 7.5% كانت ضمن فئة الخامسة والستين عاماً فما فوق. يوجد لكل 100 أنثى 99.3 ذكر، ويوجد لكل 100 أنثى في الثامنة عشر من عمرها فما فوق 95.7 ذكر.
بلغ متوسط دخل الأسرة في المنطقة السكنية 44,937 دولارًا، أما متوسط دخل العائلة فبلغ 49,219 دولارًا. وكان متوسط دخل الذكور 37,871 دولارًا مقابل 27,853 دولارًا للإناث. وسجل دخل الفرد الخاص بالمنطقة السكنية 17,046 دولارًا. وكانت نسبة 9.2% من العائلات ونسبة 11.3% من السكان تحت خط الفقر، وكان من هؤلاء نسبة 14.6% تحت سن الثامنة عشر ونسبة 8.1% في الخامسة والستين من العمر وما فوق.

### تعداد عام 2010
بلغ عدد سكان ماستيك بيتش 12,930 نسمة بحسب تعداد عام 2010، وبلغ عدد الأسر 4,231 أسرة وعدد العائلات 3,176 عائلة مقيمة في المنطقة السكنية. في حين سجلت الكثافة السكانية 937 نسمة لكل كيلومتر مربع (2,426.8/ميل2). وبلغ عدد الوحدات السكنية 4,889 وحدة بمتوسط كثافة قدره 354.3 لكل كيلومتر مربع (917.6/ميل2).
وتوزع التركيب العرقي للمنطقة السكنية بنسبة 80.54% من البيض و9.54% من الأمريكيين الأفارقة و0.39% من الأمريكيين الأصليين و1.48% من الأمريكيين ذوي الأصول الآسيوية و0.12% من سكان جزر المحيط الهادئ و3.92% من الأعراق الأخرى و4.01% من عرقين مختلطين أو أكثر و15.61% من الهسبانيون أو اللاتينيون من أي عرق.
بلغ عدد الأسر 4,231 أسرة كانت نسبة 43.6% منها لديها أطفال تحت سن الثامنة عشر تعيش معهم، وبلغت نسبة الأزواج القاطنين مع بعضهم البعض 48.6% من أصل المجموع الكلي للأسر، ونسبة 18.5% من الأسر كان لديها معيلات من الإناث دون وجود شريك، بينما كانت نسبة 7.9% من الأسر لديها معيلون من الذكور دون وجود شريكة وكانت نسبة 24.9% من غير العائلات. تألفت نسبة 18% من أصل جميع الأسر من عدة أفراد يعيشون في نفس المنزل ونسبة 5.2% كانت تتألف من شخص يعيش بمفرده يبلغ من العمر 65 عاماً أو أكثر. وبلغ متوسط حجم الأسرة المعيشية 3.05، أما متوسط حجم العائلات فبلغ 3.44.
بلغ العمر الوسطي للسكان 35.4 عاماً. وكانت نسبة 27.8% من القاطنين تحت سن الثامنة عشر، وكانت نسبة 9.7% بين الثامنة عشر والرابعة والعشرين عاماً، ونسبة 27% كانت واقعةً في الفئة العمرية ما بين الخامسة والعشرين والرابعة والأربعين عاماً، ونسبة 27.8% كانت ما بين الخامسة والأربعين والرابعة والستين، ونسبة 7.7% كانت ضمن فئة الخامسة والستين عاماً فما فوق. وتوزع التركيب الجنسي للسكان بنسبة 49.6% ذكور و50.4% إناث.